# Andreas Dreitz
Andreas Dreitz (* 31. Dezember 1988 in Lichtenfels) ist ein deutscher Triathlet. Er ist Ironman-Sieger (2017) und wird in der Bestenliste deutscher Triathleten auf der Ironman-Distanz geführt.

## Werdegang
Andreas Dreitz wurde im August 2013 Siebter bei der Ironman 70.3 European Championship.

### Triathlon-Profi seit 2014
Er startet seit 2014 als Triathlon-Profi und im April holte er sich mit der schnellsten Radzeit des Tages den Sieg bei der Challenge Fuerteventura. Im Mai holte sich der Bayreuther auf Mallorca auch seinen ersten Sieg auf der halben Ironman-Distanz (1,9 km Schwimmen, 90 km Radfahren und 21,1 km Laufen).
Im Dezember wurde er Zweiter hinter Michael Raelert bei der Challenge Bahrain. Bei diesem erstmals ausgetragenen Rennen wurden die bislang höchsten Preisgelder ausgeschüttet und Dreitz sicherte sich in einem sehr starken Starterfeld mit seinem zweiten Platz 50.000 US-Dollar.
Im Mai 2015 startete er als Titelverteidiger beim Ironman 70.3 Mallorca und konnte seinen Sieg aus dem Vorjahr wiederholen. Im August wurde er im österreichischen Bundesland Salzburg auf der Mitteldistanz Neunter bei der Ironman-70.3 World Championship im Rahmen des Ironman 70.3 Zell am See-Kaprun.

### Sieger Ironman 70.3 European Championship 2016
In Wiesbaden gewann er im August 2016 die Ironman 70.3 European Championships und im September wurde er in Australien Elfter bei den Ironman 70.3 World Championships.

### Sieger Ironman Italy 2017
Bei seinem ersten Start auf der Langdistanz konnte er den Ironman Italy für sich entscheiden.
Im Juli 2018 wurde er nach 7:53:06 Stunden mit persönlicher Langdistanz-Bestzeit Zweiter bei der Challenge Roth hinter Sebastian Kienle und trug sich damit als Achter in der Bestenliste deutscher Triathleten auf der Ironman-Distanz ein. Andreas Dreitz startet für den Verein SV Bayreuth und das Team Erdinger Alkoholfrei. Er lebt in Michelau in Oberfranken. 
Bei der Challenge Herning in Dänemark zwei Wochen zuvor siegte Dreitz auf der Mitteldistanz in 3:47:12 Stunden.
Beim Ironman 70.3 Marbella war Andreas Dreitz 2018 lange auf Siegerkurs, wurde dann aber doch abgefangen und kam mit einer Zeit von 3:58:43 Stunden auf den dritten Rang.

### Sieger Ironman 70.3 Marbella und Challenge Roth 2019
Im April 2019 konnte er das Rennen auf der Mitteldistanz in Spanien gewinnen und im Juli gewann er auch auf der Langdistanz die Challenge Roth. Mit dem vierten Rang im Ironman Florida qualifizierte sich Andreas Dreitz im November 2020 für einen Startplatz beim Ironman Hawaii 2021 (Ironman World Championships).
Im März 2021 wurde der 32-Jährige Zehnter bei der Challenge Miami auf der Halbdistanz (1,6 km Schwimmen, 64 km Radfahren und 16,1 km Laufen).
Im Oktober 2024 wurde er Dritter im Ironman Malaysia und qualifizierte sich damit für einen Startplatz bei der nächsten Ironman-Weltmeisterschaft am 14. September 2025 in Nizza.

## Sportliche Erfolge
| Datum/Jahr    | Platz | Wettbewerb              | Austragungsort | Zeit     | Bemerkung                                                                         |
| ------------- | ----- | ----------------------- | -------------- | -------- | --------------------------------------------------------------------------------- |
| 23. Juni 2019 | 3     | Rothsee-Triathlon       | Rothsee        | 01:59:00 |                                                                                   |
| 6. Aug. 2017  | 2     | St. Moritz Triathlon    | St. Moritz     |          | Zweiter hinter Franz Löschke (500 m Schwimmen, 20 km Radfahren und 6,6 km Laufen) |
| 28. Juni 2015 | 1     | Rothsee-Triathlon       | Rothsee        |          |                                                                                   |
| 31. Aug. 2014 | 18    | Hy-Vee Triathlon 5150   | Des Moines     | 01:47:46 | U.S. Championships                                                                |
| 2. Aug. 2014  | 1     | Alpen-Triathlon         | Schliersee     | 02:03:22 |                                                                                   |
| 26. Juli 2014 | 9     | 5150 Zurich             | Zürich         | 01:49:44 | European Championships                                                            |
| 23. Juni 2014 | 1     | CityTriathlon Heilbronn | Heilbronn      | 02:56:38 |                                                                                   |
| 2012          | 1     | Rothsee-Triathlon       | Rothsee        | 01:58:19 |                                                                                   |
| 2011          | 1     | Rothsee-Triathlon       | Rothsee        | 01:55:59 |                                                                                   |
| 2010          | 1     | Rothsee-Triathlon       | Rothsee        |          |                                                                                   |

| Datum/Jahr    | Platz | Wettbewerb                                                    | Austragungsort   | Zeit     | Bemerkung                                                                                               |
| ------------- | ----- | ------------------------------------------------------------- | ---------------- | -------- | --- |
| 25. Mai 2025  |       | Ironman 70.3 Kraichgau                                        | Kraichgau        |          | |
| 5. Apr. 2025  | 21    | Ironman 70.3 Oceanside                                        | Oceanside        | 04:00:23 | |
| 22. Apr. 2023 | 35    | Challenge Gran Canaria                                        | Mogán            | 04:17:52 | [ 10 ]                                                                                                  |
| 11. März 2022 | 11    | Clash Miami                                                   | Miami            | 02:47:48 | 1,7 km Schwimmen, 64,7 km Radfahren und 16,9 km Laufen                                                  |
| 11. Feb. 2017 | 5     | Challenge World Championship                                  | Šamorín          | 03:45:45 | bei „The Championship“                                                                                  |
| 12. März 2021 | 10    | Challenge Miami                                               | Miami            | 02:44:10 | |
| 6. Dez. 2020  | 10    | PTO Professional Triathletes Organisation World Championships | Daytona Beach    | 03:07:45 | als bester Deutscher bei der PTO-Weltmeisterschaft (2 km Schwimmen, 80 km Radfahren und 18 km Laufen)   |
| 5. Sep. 2020  | 3     | Ironman 70.3 Tallinn                                          | Tallinn          | 03:43:52 | |
| 8. Sep. 2019  | DNF   | Ironman 70.3 World Championships                              | Nizza            | –        | Sturz auf der Radstrecke                                                                                |
| 19. Mai 2019  | 4     | DTU Deutsche Meisterschaft Triathlon Mitteldistanz            | Heilbronn        | 03:51:39 | auf der Mitteldistanz im Rahmen der Challenge Heilbronn                                                 |
| 12. Mai 2019  | 3     | Ironman 70.3 Pays d’Aix France                                | Aix-en-Provence  | 03:56:37 | |
| 27. Apr. 2019 | 1     | Ironman 70.3 Marbella                                         | Marbella         | 03:56:48 | |
| 3. Juni 2018  | 9     | Challenge – The Championship                                  | Šamorín          | 03:54:09 | Challenge World Championships; hinter Lionel Sanders                                                    |
| 29. Apr. 2018 | 3     | Ironman 70.3 Marbella                                         | Marbella         | 03:58:42 | |
| 15. Apr. 2018 | 10    | Challenge Roma                                                | Rom              | 03:27:44 | „Mitteldistanz“ (unklare Streckenangaben)                                                               |
| 29. Juli 2017 | 2     | Challenge Prague                                              | Prag             | 03:49:15 | |
| 10. Juni 2017 | DNF   | ETU Middle Distance Triathlon European Championships          | Herning          | –        | Europameisterschaft auf der Mitteldistanz im Rahmen des Challenge Herning                               |
| 13. Mai 2017  | 2     | Ironman 70.3 Mallorca                                         | Alcúdia          | 03:57:50 | |
| 11. Sep. 2016 | 1     | Ironman 70.3 Rügen                                            | Binz             | 03:43:54 | |
| 4. Sep. 2016  | 11    | Ironman 70.3 World Championships                              | Mooloolaba       | 03:48:16 | [ 15 ]                                                                                                  |
| 14. Aug. 2016 | 1     | Ironman 70.3 Germany                                          | Wiesbaden        | 03:59:05 | Sieger Ironman 70.3 European Championship                                                               |
| 10. Juli 2016 | 1     | Ironman 70.3 Jönköping                                        | Jönköping        | 03:49:45 | Sieger bei der Erstaustragung                                                                           |
| 3. Juli 2016  | DNF   | Ironman 70.3 Norway                                           | Haugesund        | –        | |
| 19. Juni 2016 | 6     | DTU Deutsche Meisterschaft Triathlon Mitteldistanz            | Heilbronn        | 04:04:43 | Die Challenge Heilbronn musste witterungsbedingt als Duathlon ausgetragen werden – gilt dennoch als DM. |
| 12. Juni 2016 | 1     | Challenge Billund-Herning                                     | Billund          | 03:49:17 | Sieger auf der Halbdistanz                                                                              |
| 7. Mai 2016   | 1     | Ironman 70.3 Mallorca                                         | Alcúdia          | 04:04:14 | erfolgreiche Titelverteidigung                                                                          |
| 23. Apr. 2016 | 4     | Challenge Fuerteventura                                       | Fuerteventura    | 04:01:40 | auf der Halbdistanz                                                                                     |
| 10. Apr. 2016 | 2     | Ironman 70.3 Texas                                            | Galveston Island | 03:43:46 | |
| 2. Apr. 2016  | 2     | Ironman 70.3 California                                       | Oceanside        | 03:51:56 | |
| 30. Aug. 2015 | 9     | Ironman 70.3 World Championship                               | Zell am See      | 03:58:58 | |
| 9. Aug. 2015  | 7     | Ironman 70.3 Germany                                          | Wiesbaden        | 04:12:29 | [ 17 ]                                                                                                  |
| 21. Juni 2015 | 3     | Challenge Heilbronn                                           | Heilbronn        | 04:00:47 | auf der Mitteldistanz bei der Erstaustragung                                                            |
| 31. Mai 2015  | 1     | Ironman 70.3 Raleigh                                          | Raleigh          | 03:50:41 | |
| 9. Mai 2015   | 1     | Ironman 70.3 Mallorca                                         | Alcúdia          | 03:56:48 | erfolgreiche Titelverteidigung                                                                          |
| 6. Dez. 2014  | 2     | Challenge Bahrain                                             | Bahrain          | 03:38:23 | bei der Erstaustragung – mit der bislang weltbesten Radzeit über die 90 Kilometer in 1:57:21 Stunden    |
| 7. Sep. 2014  | 23    | Ironman 70.3 World Championship                               | Mont-Tremblant   | 03:56:03 | |
| 6. Juli 2014  | 2     | Ironman 70.3 Norway                                           | Haugesund        | 03:52:02 | |
| 10. Mai 2014  | 1     | Ironman 70.3 Mallorca                                         | Alcudia          | 03:51:38 | |
| 26. Apr. 2014 | 1     | Challenge Fuerteventura                                       | Fuerteventura    | 04:01:47 | Sieger auf der Halbdistanz                                                                              |
| 18. Aug. 2013 | 3     | Ironman 70.3 Timberman                                        | New Hampshire    |          | |
| 11. Aug. 2013 | 7     | Ironman 70.3 Germany                                          | Wiesbaden        | 04:03:13 | Ironman European Championship                                                                           |
| 11. Mai 2013  | 10    | Ironman 70.3 Mallorca                                         | Alcudia          | 04:01:26 | |
| 26. Aug. 2012 | 4     | Ironman 70.3 Zell am See-Kaprun                               | Zell am See      |          | Erstaustragung in Salzburg                                                                              |
| 2012          | 2     | Chiemsee Triathlon                                            | Chieming         |          | auf der Mitteldistanz                                                                                   |

| Datum/Jahr    | Platz | Wettbewerb           | Austragungsort          | Zeit     | Bemerkung                                                                |  |
| ------------- | ----- | -------------------- | ----------------------- | -------- | ------------------------------------------------------------------------ |  |
| 12. Okt. 2024 | 3     | Ironman Malaysia     | Langkawi                | 08:18:08 |                                                                          |  |
| 29. Sep. 2024 | 3     | Ironman Chattanooga  | Chattanooga (Tennessee) | 06:34:47 | ohne das Schwimmen wegen Starkregens                                     |  |
| 23. Juli 2023 | DNF   | Ironman Lake Placid  | Lake Placid             | –        | Persönlicher Rennabbruch auf der Radstrecke aufgrund von Rückenproblemen |  |
| 25. Juni 2023 | 9     | Challenge Roth       | Roth                    | 07:50:30 | [ 20 ]                                                                   |  |
| 8. Okt. 2022  | 30    | Ironman Hawaii       | Hawaii                  | 08:27:15 |                                                                          |  |
| 7. Mai 2022   | DNF   | Ironman St. George   | St. George              | –        | Ironman World Championships 2021; Kollision mit einem Motorrad           |  |
| 5. Sep. 2021  | 8     | Challenge Roth       | Roth                    | 07:51:32 | verkürzte Raddistanz                                                     |  |
| 7. Nov. 2020  | 4     | Ironman Florida      | Panama City             | 07:56:51 |                                                                          |  |
| 12. Okt. 2019 | DNF   | Ironman Hawaii       | Hawaii                  | –        | Rennabbruch auf der Raddistanz                                           |  |
| 7. Juli 2019  | 1     | Challenge Roth       | Roth                    | 07:59:02 |                                                                          |  |
| 7. Apr. 2019  | 6     | Ironman South Africa | Port Elizabeth          | 07:45:38 | verkürzte Schwimmdistanz                                                 |  |
| 13. Okt. 2018 | 13    | Ironman Hawaii       | Hawaii                  | 08:14:02 |                                                                          |  |
| 1. Juli 2018  | 2     | Challenge Roth       | Roth                    | 07:53:06 | persönliche Bestzeit; Zweiter hinter Sebastian Kienle                    |  |
| 23. Sep. 2017 | 1     | Ironman Italy        | Cervia                  | 08:03:27 | Sieg beim ersten Start auf der Langdistanz                               |  |

(DNF – Did Not Finish)